# 外来語表記法 (大韓民国)
外来語表記法（がいらいごひょうきほう、외래어 표기법）は、大韓民国の国立国語院が定めた、朝鮮語で使用される外来語のハングル表記に関する規定である。1986年に文教部告示第85-11号として制定され、数回にわたり改訂されている。
この規定では、他言語の音韻等を、韓国の標準語に近い音韻と対応させてハングルで表記する方法を示している。

## 目的
当法の目的は、外国語から朝鮮語に取り入れられて使用されている言葉を統一された方法で書くことであって、外国語の発音教育のためのものではない。これは朝鮮語で日常的なコミュニケーションをする中での標準表記型を提供するためのもので、実際に外国語を話すときにそのまま発音するものではない。朝鮮語話者の外国語の発音に問題がある場合、外国語の効果的な発音教育方法と関連した議論をすべきで、外来語表記法を使用して問題を解決しようとすべきではない。

## 特徴
朝鮮語固有の表記によるの特徴は以下のとおりである。
- 現地に該当する国で使う言語表記を使うことを原則とする（特にアメリカやイギリス等の英語園の国）。例：노스캐롤라이나주（ノースカロライナ州）
- 濃音（ㄲ, ㄸ, ㅃ, ㅉ）と激音(ㅋ, ㅌ, ㅍ, ㅊ）が対立しない言語の場合は、激音を使用して表記する。
- ㅈ, ㅉ, ㅊの後は、[j]音を含む二重母音を使用しない[2]。（英語の'chalk'は「쵸크」と書かず「초크」とする）

## 現行外来語表記法の構成

### 第1章「表記の基本原則」
- 第1項：外来語は朝鮮語の現用24字母のみ使用する
- 第2項：外来語の1音韻は原則として1文字とする
- 第3項：パッチムは「ㄱ, ㄴ, ㄹ, ㅁ, ㅂ, ㅅ, ㅇ」のみを使う
- 第4項：破裂音表記は濃音化しないことを原則とする[3]
- 第5項：既に定着している外来語は慣用表記を尊重するが、その範囲は用例と別に定める

### 第2章「表記一覧表」
他の言語の音韻を朝鮮語の音韻に対応させて整理した表である。表1は、他の表の基礎となるものであり、その他の表で規定されていない外国語を表記する際の基本原則ともなる。表2以降は主要な個別言語のアルファベット類とハングルをそれぞれ対照させたもので、以下18言語が規定されている。
第3章で規定がある英独仏語は、第2章の表はなく、表1の規定に基づくことを原則とする。
- 表1：国際音声記号とハングル対照表
- 表2：スペイン語字母とハングル対照表
- 表3：イタリア語字母とハングル対照表
- 表4：日本語のかなとハングル対照表
- 表5：中国の注音符号とハングル対照表
- 表6：ポーランド語字母とハングル対照表
- 表7：チェコ語字母とハングル対照表
- 表8：セルビア・クロアチア語字母とハングル対照表
- 表9：ルーマニア語字母とハングル対照表
- 表10：ハンガリー語字母とハングル対照表
- 表11：スウェーデン語字母とハングル対照表
- 表12：ノルウェー語字母とハングル対照表
- 表13：デンマーク語字母とハングル対照表
- 表14：マレー語字母とハングル対照表
- 表15：タイ語字母とハングル対照表
- 表16：ベトナム語字母とハングル対照表
- 表17：ポルトガル語字母とハングル対照表
- 表18：オランダ語字母とハングル対照表
- 表19：ロシア語字母とハングル対照表

### 第3章「表記細則」
字母など以外に、ハングル表記の際に書く言語の状況に合わせて詳細規定を定めたものである。現在以下21の節でここの言語別に分類されている。第2章で扱っている言語は、英独仏語と第2章に対照表がある言語である。
- 第1節：英語の表記
- 第2節：ドイツ語の表記
- 第3節：フランス語の表記
- 第4節：スペイン語の表記
- 第5節：イタリア語の表記
- 第6節：日本語の表記
- 第7節：中国語の表記
- 第8節：ポーランドの表記
- 第9節：チェコ語の表記
- 第10節：セルビア・クロアチア語の表記
- 第11節：ルーマニア語の表記
- 第12節：ハンガリー語の表記
- 第13節：スウェーデン語の表記
- 第14節：ノルウェー語の表記
- 第15節：デンマーク語の表記
- 第16節：マレー・インドネシア語の表記
- 第17節：タイ語の表記
- 第18節：ベトナム語の表記
- 第19節：ポルトガル語の表記
- 第20節：オランダ語の表記
- 第21節：ロシア語の表記

### 第4章「人名、地名表記の原則」
人名と地名を表記するときの詳細規則を定めたものである。現行の規定は、以下の3節で構成される（以下、漢字が関係するものについては、太字を原音由来のハングル表記とする）。
- 第1節「表記原則」

- 第2節「東洋の人名・地名表記」

- 第3節「海、島、川、山などの表記細則」

## 外来語用例の表記原則
外来語用例の表記原則(외래어 표기 용례의 표기 원칙)は、1986年の外来語表記法が制定された後に発刊された「外来語表記用例集（地名・人名）」、追伸欄に細則という形で上乗せされた規則である。この内第6章 - 9章に関しては、実際の国立国語院で外来語の単語を審査するときに適用されるため、以上の外来語表記法に準ずる地位を有している。そのため国立国語院のウェブページでは、これらの章を外来語表記法とともに紹介し、この規定が設けられた後に改正された外来語表記法とずれる場合は「※」の表示をして混乱を避けるようにしていた。
現在、国立国語院のページ上に同規則は公開されていないが、用例集においては現在も規則に準拠して表記されている。
- 第6章「表記の原則」[4]
- 第7章「その他言語表記の一般原則」[5]
- 第8章「ラテン語の表記原則」[6]
- 第9章「ギリシャ語の表記原則」[7]

8章と9章に関しては、ヨーロッパで古典語の地位を確立された2言語に関する規定である。いずれも現代言語として通用するものだが、古典語としての地位のために古代語の音韻を無視できない状況にある。そのため8章と9章では古代語、現代語それぞれの音韻、そして韓国での表記習慣の三者に妥協を見て定められた臨時の規定である。